# 6488 Drebach
6488 Drebach eller 1991 GU9 är en asteroid i huvudbältet som upptäcktes den 10 april 1991 av den tyske astronomen Freimut Börngen vid Tautenburg-observatoriet. Den är uppkallad efter den tyska byn Drebach.
Asteroiden har en diameter på ungefär 9 kilometer.